# ランドスケープ (細川俊夫)
ランドスケープ (Landscape)は、日本の作曲家、細川俊夫が1992年から1994年にかけて作曲したさまざまな編成からなる作品群である。

## 作品構成

### ランドスケープ I
ランドスケープ I は、アルディッティ弦楽四重奏団からの委嘱によって1992年に制作された弦楽四重奏曲である。演奏時間は約14分。
作品は1992年5月21日にアルディッティ弦楽四重奏団によって東京で初演された。

### ランドスケープ II
ランドスケープ II は、ジュネス・ミュジカル・グリュエリアンヌからの委嘱によって1992年に制作されたハープと弦楽四重奏のための作品である。演奏時間は約15分。
作品は1993年4月30日にノートブルガ・プスカスとシネ・ノミネ弦楽四重奏団の演奏によってスイスのビュルで初演された。

### ランドスケープ III
ランドスケープ III は、NHK交響楽団からの委嘱によって1993年に制作されたヴァイオリン協奏曲である。演奏時間は約16分半。
作品は1993年5月4日に、アーヴィン・アルディッティの独奏、外山雄三の指揮、NHK交響楽団による演奏で初演された。

#### 編成
独奏ヴァイオリン、フルート2 (アルト・フルート、ピッコロ持ち替え)、オーボエ2、クラリネット2 (バスクラリネット持ち替え)、ファゴット2 (コントラファゴット持ち替え)、ホルン2、トランペット2、トロンボーン2、テューバ、パーカッション4 (タムタム2、バスドラム2、ゴング3、マラカス2、ギロ、アンティーク・シンバル、スネアドラム、トライアングル3、ヴィブラフォン、サスペンデット・シンバル3、グロッケンシュピール、むち)、ハープ、弦楽合奏

### ランドスケープ IV
ランドスケープ IV は、クフモ室内楽音楽祭からの委嘱によって1993年に制作された弦楽五重奏曲である。演奏時間は約18分。
作品は1993年7月27日にクフモ室内音楽祭の一環として、エスコ・ライネとジャン・シベリウス弦楽四重奏団の演奏によって、フィンランドのクフモで初演された。

### ランドスケープ V
ランドスケープ V は、北九州国際音楽祭からの委嘱によって1993年に制作された笙と弦楽四重奏のための作品である。演奏時間は約16分。
作品は1993年の北九州国際音楽祭の一環として、宮田まゆみとジャン・シベリウス弦楽四重奏団の演奏によって、福岡で初演された。

### ランドスケープ VI
ランドスケープ VI -雲の風景- は、1994年にフランス文化庁からの委嘱によって制作された、室内オーケストラのための作品である。演奏時間は約16分。
作品は1994年5月27日に、プラハの春国際音楽祭の一環として、ポール・メファノの指揮、アンサンブル2e2mの演奏によって初演された。

#### 編成
フルート (ピッコロとアルト・フルート持ち替え)、オーボエ (イングリッシュ・ホルン持ち替え)、クラリネット (バスクラリネット持ち替え)、ファゴット (コントラファゴット持ち替え)、ホルン、トランペット、パーカッション (タムタム、バスドラム、サスペンデット・シンバル3、アンティーク・シンバル)、ハープ、弦楽五重奏